# Pyhäjokiseutu
Pyhäjokiseutu är en finländsk dagstidning som utges i Oulais.
Pyhäjokiseutu, som grundades 1954, är en politiskt oavhängig tredagarstidning. Upplagan uppgick 2005 till omkring 7 700 exemplar.